# Santiago Nundiche
Santiago Nundiche es una localidad del estado mexicano de Oaxaca. Es cabecera del municipio de Santiago Nundiche.

## Demografía
| Censo | Población |
| ----- | --------- |
| 1900  | 1261      |
| 1910  | 1142      |
| 1921  | 952       |
| 1930  | 977       |
| 1940  | 913       |
| 1950  | 1041      |
| 1960  | 909       |
| 1970  | 56        |
| 1980  | 123       |
| 1990  | 173       |
| 1995  | 138       |
| 2000  | 77        |
| 2005  | 88        |
| 2010  | 108       |
| 2020  | 135       |